# Fulbaria
Fulbaria è un sottodistretto (upazila) del Bangladesh situato nel distretto di Mymensingh, divisione di Mymensingh. Si estende su una superficie di 402,41 km² e conta una popolazione di  448.467 abitanti (censimento 2011).